# Чотири дружини (фільм)
«Чотири дружини» (англ. Four Wives) — американська мелодрама 1939 року, у головних ролях Прісцилла Лейн, Гейл Пейдж, Клод Рейнз, Едді Альберт та Джон Гарфілд. Режисером фільму став Майкл Кертіс. Картина є продовженням фільму «Чотири доньки» (1938), за яким іде фільм «Чотири матері» (1941).

## У ролях
- Прісцилла Лейн — Енн Лемп Дітц
- Розмарі Лейн — Кей Лемп
- Лола Лейн — Теа Лемп Кроулі
- Гейл Пейдж — Емма Лемп Талбот
- Клод Рейнс — Адам Лемп
- Джеффрі Лінн — Фелікс Дітц
- Едді Альберт — Клінт Форрест молодший
- Мей Робсон — тітка Етта
- Френк Макхью — Бен Кроулі
- Дік Форан — Ернест Талбот
- Генрі О'Ніл — Клінтон Форрест старший
- Джон Гарфілд — Міккі Борден
- Віра Льюїс — місіс Ріджфілд
- Джон Куален — Френк
- Джордж Рівз — лаборант (в титрах не указан)